# Axel Tyll
Axel Tyll (ur. 23 lipca 1953 w Magdeburgu) – niemiecki piłkarz występujący na pozycji pomocnika.

## Kariera klubowa
Tyll treningi rozpoczął w zespole BSG Motor Mitte Magdeburg, a w 1966 roku trafił do 1. FC Magdeburg. W 1971 roku został włączony do jego pierwszej drużyny. Przez 11 lat wraz z Magdeburgiem zdobył trzy mistrzostwa NRD (1972, 1974, 1975), trzy Puchary NRD (1973, 1978, 1979) oraz Puchar Zdobywców Pucharów (1974). W 1982 roku odszedł do drugoligowego Einheitu Wernigerode, gdzie w 1984 roku zakończył karierę.

## Kariera reprezentacyjna
W reprezentacji NRD Tyll zadebiutował 21 listopada 1973 w wygranym 1:0 towarzyskim meczu z Węgrami. Wcześniej, w 1972 roku znalazł się w kadrze na Letnie Igrzyska Olimpijskie, podczas których reprezentacja NRD wywalczyła brązowy medal. W latach 1973–1975 w drużynie narodowej Tyll rozegrał cztery spotkania.

## Źródła
- Profil na eu-football (ang.)
- Axel Tyll w bazie National Football Teams (ang.)